# Лёзенер, Теодор
Людвиг Эдуард Теодор Лёзенер (нем. Ludwig Eduard Theodor Loesener, 1865 — 1941) — немецкий ботаник.                     

## Биография
Людвиг Эдуард Теодор Лёзенер родился 23 ноября 1865 года. 
Он внёс значительный вклад в ботанику, описав множество видов семенных растений.    
Людвиг Эдуард Теодор Лёзенер умер 2 июня 1941 года. 

## Научная деятельность
Людвиг Эдуард Теодор Лёзенер специализировался на семенных растениях.  